# 복합 말론산 메틸말론산 산성뇨증
복합 말론산 메틸말론산 산성뇨증(영어: combined malonic and methylmalonic aciduria, CMAMMA) 또는 복합 말론산 메틸말론산 산성혈증은 높은 수준의 말론산과 메틸말론산이 특징인 유전성 대사 질환이다. 일부 연구자들은 CMAMMA는 메틸말론산혈증의 가장 흔한 형태 중 하나이고 신진대사의 가장 흔한 오류일 것이라는 가설을 세웠다. 자주 진단되지 않기 때문에 대부분 발각되지 않고 사라진다.

## 증상 및 신호
CMAMMA의 임상 표현형은 매우 다른 여러 종류들로 이루어지며 무증상, 경증, 심각한 증상까지 다양하다. 근본적인 병태생리학은 아직 파악되지 않았지만 문헌에는 다음과 같은 증상이 보고되어 있다.
- 대사성 산증[7][5][8]
- 혼수상태[2][6]
- 저혈당[2][7][6]
- 발작[2][7][5][8]
- 위장병[5][8]
- 발달 지연[2][5][8]
- 음성 지연[1][2][4]
- 언어능력 지연[2]
- 정신병[2]
- 메모리 문제[2]
- 인지능력 저하[2]
- 뇌병증[4]
- 심근병증[7][5][8]
- 동질이형[5][8]

어린 시절에 첫 증상이 나타났을 때 중간 대사 장애일 가능성이 높은 반면, 성인의 경우 보통 신경학적 증상이다.

## 원인
CMAMMA는 인과관계에 따라 두 가지 별개의 유전성 질환으로 나눌 수 있다. 하나는 ACSF3 유전자(OMIM#614265)에 의해 암호화되는 미토콘드리아 효소인 아실-CoA 패밀리 합성효소 3의 결핍이다. 또 다른 이상은 MLYCD 유전자(OMIM#248360)에 의해 암호화되는 말로닐-CoA 탈카복실화효소 결핍증이다.

## 진단
광범위한 임상 증상으로 인해 신생아 선별 프로그램을 대부분 통과하기 때문에, CMAMMA는 인식되지 않은 상태로 간주된다.

### 신생아 선별 프로그램
ACSF3로 인한 CMAMMA는 메틸말로닐-CoA, 말로닐-CoA 또는 프로피오닐-CoA의 축적, 아실카르니틴에서 나타나는 이상 현상을 초래하지 않기 때문에, CMAMMA는 표준 혈액 기반 신생아 선별 프로그램에 의해 검출되지 않는다.
특별한 경우는 퀘벡주인데,  혈액검사와 더불어 퀘벡 신생아 혈액 및 소변 검사 프로그램을 통한 생후 21일 째의 소변을 검사한다. 선택 편견이 없는 세상에서 유일한 환자 집단을 나타내기 때문에 이는 퀘벡주를 CMAMMA 연구로 흥미롭게 만든다.

### 말론산과 메틸말론산의 비율
혈장 내 말론산/메틸말론산 비율을 계산하여 CMAMMA는 전형적인 메틸말론산혈증과 명확하게 구별할 수 있다. 이는 메틸말론산혈증에서 비타민 B12 반응자와 비반응자 모두에 해당된다. 소변의 말론산 값 및 메틸말론산 값은 이 비율을 계산하는 데 적합하지 않다.
ACSF3로 인한 CMAMMA에서 메틸말론산의 수준은 말론산의 수준을 초과하는 데 반해, 말로닐-CoA 결핍핍증으로 인해 CMAMMA에 대해서는 그 반대이다.

### 유전자 검사
CMAMMA는 ACSF3와 MLYCD 유전자의 분석으로 진단할 수 있다. 불임 치료 중 확장된 보균자 검사는 또한 ACSF3 유전자의 돌연변이 보균자를 식별할 수 있다.